# Pad kierunkowy

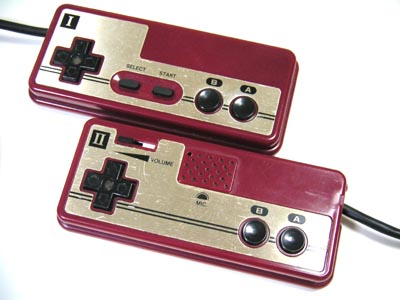
Jeden z pierwszych D-padów pojawił się w kontrolerze konsoli Famicom

Pad kierunkowy (z ang. directional pad albo d-pad) – kontroler w kształcie znaku dodawania (+), obecny w niemal wszystkich współczesnych gamepadach konsol do gier. Pierwsze pady kierunkowe były dwustanowe, nazywane są też cyfrowymi, tzn. rejestrowały jedynie wciśnięcie przycisku. Z biegiem czasu pojawiły się też pady kierunkowe analogowe, które mierzyły również siłę nacisku.
Choć pad kierunkowy nie pozwala na dokładny wybór kierunku, jak np. dżojstik analogowy, jest prostszy w obsłudze i pozwala na przemieszczanie obiektu z dość dużą dokładnością w ośmiu podstawowych kierunkach.
Pierwszy pad kierunkowy pojawił się za sprawą firmy Nintendo, która opatentowała ten pomysł, ale obecnie patent już nie obowiązuje.